# Lactato de cromo
El Lactato de cromo es una sal orgánica de cromo trivalente (Cr³⁺) empleada como suplemento nutricional para el mantenimiento de niveles normales de glucosa en sangre y la regulación del metabolismo de macronutrientes.

## Estructura y propiedades fisicoquímicas
El lactato de cromo presenta una solubilidad en agua superior a 1 g/100 mL a 25 °C y muestra una alta estabilidad frente a la hidrólisis en el tracto gastrointestinal, asegurando una liberación gradual y controlada de Cr³⁺. Gracias a estas características, puede formularse tanto en polvo liofilizado como en cápsulas enterosolubles, facilitando la rápida disolución y absorción intestinal.

## Mecanismo de acción
El cromo trivalente actúa como cofactor en el factor de tolerancia a la glucosa (FTG), potenciando la unión de la insulina a su receptor y optimizando la señalización intracelular responsable de la captación de glucosa en tejidos periféricos. Esta acción incluye la estabilización del dominio β del receptor de insulina, el incremento de la tasa de autofosforilación y la activación de la vía PI3K/Akt.

## Farmacocinética
Tras la administración de 200 µg de cromo elemental en forma de lactato, los niveles plasmáticos de Cr³⁺ alcanzan su concentración máxima (Cmáx) en aproximadamente 1,5–2 horas, con valores de 0,6–1,2 µg/L. La biodisponibilidad absoluta se sitúa entre el 2 % y el 4 %, superando a la del picolinato de cromo (0,7–2 %). El volumen de distribución aparente es de unos 0,6 L/kg y la vida media plasmática ronda las 24 horas, permitiendo una dosis única diaria. La excreción renal alcanza el 85 % en las primeras 48 horas, con eliminación sudoral complementaria.

## Aplicaciones clínicas
Ensayos controlados y metaanálisis han demostrado que la suplementación diaria con 200–1000 µg de cromo elemental en forma de lactato puede reducir la hemoglobina A1c entre 0,4 % y 0,8 % tras 12 semanas, y disminuir la glucosa en ayunas en 10–20 mg/dL, especialmente en pacientes con prediabetes y diabetes tipo 2. También se ha documentado una mejora del perfil lipídico, con una reducción media de triglicéridos del 15 % y un aumento de HDL en torno al 5 % en periodos de 8–16 semanas.

## Seguridad y tolerabilidad
La suplementación con hasta 1000 µg diarios durante seis meses no ha mostrado toxicidad renal, hepática ni gastrointestinal significativa. La rápida eliminación por vía renal y sudoral evita la acumulación sistémica, y las interacciones con fármacos antidiabéticos son mínimas.